# Don – The King is back
Don – The King is back (Urdu: ڈان; Hindi: ङाँन; Übersetzung: ‚Anführer‘, Alternativtitel: Don 2 – Das Spiel geht weiter) ist die Fortsetzung des im Jahr 2006 erschienenen indischen Films Don – Das Spiel beginnt des Regisseurs Farhan Akhtar, der mit seiner Produktionsfirma Excel Entertainment den Film ebenso produziert hat. In Indien erschien der Film am 23. Dezember 2011 sowohl als 3D-Film, als auch in einer normalen Fassung.
Der Film startete in Deutschland am 16. Februar 2012 in den Kinos und wurde als Beitrag auf der Berlinale 2012 gezeigt.
Analog zu Don – Das Spiel beginnt wurden die Hauptrollen mit Shah Rukh Khan sowie mit Priyanka Chopra besetzt. In weiteren Rollen sind Lara Dutta, Kunal Kapoor, Boman Irani und die deutschen Schauspieler Florian Lukas und Christian Maria Goebel zu sehen.

## Handlung
Die Unterwelt Asiens liegt dem skrupellosen Drogenboss Don (Shahrukh Khan) bereits zu Füßen. Doch seine Gier nach Macht und Geld führt ihn nun nach Europa – direkt nach Berlin. Zwischen Alexanderplatz und Brandenburger Tor spinnt er sein raffiniertes Netz. Don stellt ein Team aus alten Weggefährten und Gegenspielern zusammen, mit denen er den Coup seines Lebens durchziehen will: Er plant, in die Deutsche Zentralbank einzubrechen, um die Euro-Druckplatten zu stehlen. Interpol ist ihm dabei dicht auf den Fersen. Insbesondere Agentin Roma (Priyanka Chopra) hat noch eine Rechnung mit dem smarten Mastermind offen. Bei der sorgsam ausgeklügelten Operation stellt sich bald heraus, welches abgründige Spiel Don tatsächlich spielt. Denn eines steht fest: Es ist nicht schwer, Don zu fassen … Es ist unmöglich.

## Kritiken
„Don 2 ist im Vergleich zu seinem Vorgänger ein äußerst geradliniger Actionfilm, der auf eine Vielzahl von Erzählsträngen und Ausflüge in andere Genres verzichtet. Diese globalisierte Version von Bollywood ähnelt mit ihrem Faible für aufwändige Einbrüche, das Spiel mit verschiedenen Identitäten und die Wirkungskraft exotischer Schauplätze vor allem den Filmen der Mission Impossible-Reihe.“

„Schwungvoller Actionfilm mit mitreißend choreografierten Kampfszenen und einer rasanten, fintenreichen Handlung, dessen Erzähltonfall an den exaltierten Stil der frühen James-Bond-Filme erinnert.“

## Sonstiges
Im Gegensatz zu Don – Das Spiel beginnt, der vornehmlich in Asien spielt, verlagert sich der Schauplatz der Handlung nach Europa, insbesondere in die deutsche Hauptstadt Berlin.
Zwischen dem 9. und dem 28. November 2010 wurden, neben weiteren Berliner Original-Schauplätzen, Szenen des Films am Brandenburger Tor, dem Gendarmenmarkt, dem Olympiastadion, am Alexanderplatz und an der East-Side-Gallery gedreht. Die Berliner Touristen-Information visitBerlin hat im Januar 2012 einen Stadtplan Don in Berlin veröffentlicht, in dem die Berliner Drehorte des Films verzeichnet sind.
Für die Planung und Realisierung der Dreharbeiten in Berlin zeichnet die deutsche Produktionsfirma Film Base Berlin verantwortlich, die Don – The King is back coproduziert hat.
Weitere in Berlin ansässige Firmen und Stiftungen wie das Medienboard Berlin-Brandenburg, das sich mit visitBerlin (ehemals: BTM), Berlin Partner und der Hauptstadtkampagne be Berlin, sowie den Berliner Flughäfen zusammengetan hat, waren neben dem Location Department und der Berlin Brandenburg Film Commission, ebenfalls bei der Durchführung beteiligt.
Für den deutschen Kinostart und die DVD-Veröffentlichung sind die in Köln ansässigen Kino- und DVD-Verleiher Real Fiction Filme und Rapid Eye Movies in leitender Position.